# Billy Hagan
Billy Joe Hagan (ur. 22 marca 1932 roku w Lillie, zm. 16 listopada 2007 roku) – amerykański kierowca wyścigowy.

## Kariera
Hagan rozpoczął karierę w międzynarodowych wyścigach samochodowych w 1969 roku od startów w NASCAR Grand National, gdzie jednak nie zdobywał punktów. W późniejszych latach Amerykanin pojawiał się także w stawce NASCAR Winston Cup, ARCA Series, World Challenge for Endurance Drivers, World Championship for Drivers and Makes, 24-godzinnego wyścigu Le Mans, IMSA Camel GTO, IMSA Camel GT Championship, FIA World Endurance Championship, IMSA Camel GTP Championship oraz IMSA Camel Lights.

## Wyniki w 24h Le Mans
| Rok  | Zespół           | Partnerzy                   | Samochód         | Klasa    | Okr. | Poz. | Klasa Poz. |
| ---- | ---------------- | --------------------------- | ---------------- | -------- | ---- | ---- | ---------- |
| 1981 | Stratagraph Inc. | Cale Yarborough Bill Cooper | Chevrolet Camaro | IMSA GTO | 13   | NU   | NU         |
| 1982 | Stratagraph Inc. | Gene Felton Tom Williams    | Chevrolet Camaro | IMSA GTO | 269  | 17   | 2          |